# Vándor József (katona)
Vándor József (eredeti neve Unteschield; angolul: Joseph Vándor) (Magyarország, 1824. – San Francisco, Kalifornia, USA, 1873. május 7.) magyar honvédszázados és az amerikai polgárháború ezredese az északiak oldalán.

## Élete
Vándor apja birtokos nemes volt bárói rangban. Vándor József Bécsben tanult a katonai akadémián, majd a császári seregben szolgált Radetzky alatt. Az 1848–49-es szabadságharc kitörésekor Vándor is átállt a magyar honvédseregbe. Bem József tábornok alatt teljesített szolgálatot, 19 ütközetben vett részt. Az egyik ütközetben súlyos sérülést szenvedett bal mellkasán és a lábán. A szabadságharcban századosi rangba emelkedett, orosz fogságba esett, megszökött, de elkapták az osztrákok, besorozták a császári seregbe, de sikerült dezertálnia. Eljutott Hamburgba, onnan pedig Amerikába érkezett 1850 májusában.
Az amerikai polgárháború kitöréséig Milwaukee-ban (Wisconsin) élt, s jogot végzett, majd egy másik ügyvéddel 1857-ben megalapította a "Corson&Vándor" ügyvédi irodát, amely hamarosan kiváló hírnévnek örvendett. Közben a Marylandi Akadémián és Richmondban  (Virginia) is kiképző tisztnek alkalmazták. Wisconsin korabeli kormányzója, Alexander Randall kérésére Vándor megszervezte a 7. wisconsini önkéntes gyalogezredet, ahol ezredesi beosztásban teljesített szolgálatot, 1016 amerikai katona tartozott hozzá. Vándor az amatőr katonákkal türelmetlen volt, ezt tiszttársai nehezményezték, s kérték lemondását. 1862-ben sebesülése és népszerűtlensége miatt le is mondott.
Abraham Lincoln elnök kinevezte 1862-ben amerikai konzulnak Tahitire. Vándor feladata az volt, hogy minél több amerikai befektetőt csábítson Tahitire, munkája nem volt igazán hatékony, 1868-ban hazahívták az Egyesült Államokba. Hazajőve San Franciscóban (Kalifornia) telepedett le, s itt újból sikeres ügyvédi praxist indított. Újra bekapcsolódott itt is a közéletbe, a kultúra és az oktatás kérdései igen érdekelték, s egyike lett azoknak, akik szorgalmazták egy városi közkönyvtár megalapítását.
Háborús sebei miatt egészsége hanyatlott, rákbetegségben hunyt el 1873-ban. San Francisco város Nemzeti Temetőjében helyezték örök nyugalomra.

## Magánélete
Házas ember volt, 1857 augusztus 2-án feleségül vette Paulina Knoblesdorffot.